# Brugairolles
Brugairolles é uma comuna francesa na região administrativa de Occitânia, no departamento de Aude. Estende-se por uma área de 8,47 km². Em 2010 a comuna tinha 284 habitantes (densidade: 33,5 hab./km²).